# 297 f.Kr.

## Händelser

### Efter plats

#### Romerska republiken
- Fabius Maximus Rullianus blir konsul för fjärde gången och besegrar därefter samniterna i slaget vid Tifernum.

#### Grekland
- Efter Kassanders död i sjukdom efterträds han av sin äldste son Filip IV som kung av Makedonien, men denne dukar även själv snart under för sjukdom och dör. Antipater II, Kassanders näste son, blir då kung tillsammans med sin bror Alexander V.
- Demetrios Poliorketes återvänder till Grekland med målet att bli herre över Makedonien. Medan Demetrios befinner sig i Grekland tar Lysimachos över hans egendom i Mindre Asien.
- Ptolemaios bestämmer sig för att stödja Pyrrhus av Epiros och återbördar honom till tronen. Till en början härskar Pyrrhus tillsammans med släktingen Neoptolemos II (som är son till Kleopatra av Makedonien och systerson till Alexander den store), men han låter snart mörda denne.

#### Asien
- Chandragupta Maurya beger sig till Sravana Belagola nära Mysore för att leva på Jains vis.
- Bindusara uppstiger på Pataliputras tron.

## Avlidna
- Kassander, kung av Makedonien och en av diadokerna ("efterträdarna"), de makedoniska generaler som har stridit om Alexander den stores rike efter dennes död (född omkring 358 f.Kr.)